# Скалатський повіт (Королівство Галичини та Володимирії)
Скалатський повіт — адміністративна одиниця коронного краю Королівство Галичини та Володимирії у складі Австро-Угорщини (до 1867 року назва держави — Австрійська імперія). Повіт існував у період з 1854 до 1940 року.

## 1854—1867
1854 року була проведена адміністративна реформа, згідно з якою у складі Королівства Галичини та Володимирії були утворені повіти.
Статистика:
Площа — 7,34 географічних миль² (~404 км²)
Населення — 28367 (1866)
Кількість будинків — 4881 (1866)
Староста (Bezirk Vorsteher): Ігнац Бауманн (Ignaz Baumann) (1866)
Громади (гміни): Скалат (місто), Великі Бірки, Хмелиська, Малий Ходачків з Костянтинівкою, Черняшівка тепер Чернилівка, Дичків, Фащівка, Галущинці, Городниця, Іванівка, Качанівка, Кам'янки, Колодіївка, Красівка, Криве, Мовчанівка, Новосілка, Горіхівці тепер Голошинці, Панасівка, Полупанівка,Росохуватець, Рожиска тепер Рожиськ, Старий Скалат, Тарноруда, Жеребки Королівські і Жеребки Шляхетські тепер Жеребки.

## 1867—1918
1867 року були скасовані округи, а повіти реорганізовані: частина зникла, а частина збільшилася за рахунок інших. Скалатський повіт залишився і після реформи.
До його складу увійшла територія Скалатського повіту (окрім гміни Підсмиківці) разом з Гримайлівським повітом
Староста: Леон Студзінський (1867)